# Příčestí
Příčestí (participium, z lat. participare – „mít účast“; české označení vzniklo obrozeneckým převzetím ruského pričástije, což je částečný kalk z latiny) je neurčitý jmenný tvar slovesa, který má v jazyce různé funkce:
- účast na tvorbě složených slovesných časů;
- účast na tvorbě trpného rodu;
- funkce přívlastku;
- alternativa k vedlejším větám (větné kondenzátory);
- a jiné.

Příčestí jsou často základem tvorby přídavných jmen (deverbální adjektiva), např. koupen > koupený, minul > minulý, a podstatných jmen (deverbální substantiva), zakoupen > zakoupení.
Počet druhů příčestí se v různých jazycích liší. Existují např. příčestí minulé, trpné (pasivní), supinum, gerundivum, gerundium, přechodníky (transgresivy) aj.

## Čeština
Čeština má příčestí činné a trpné. Ze slovesných kategorií vyjadřují slovesný rod (diatezi) a vid (aspekt), dědí slovesnou valenci (vazebnost).
Příčestí slouží k tvoření minulého času (přišel jsem, on přišel), trpného rodu (je, byl zbit) a podmiňovacího způsobu. Zpravidla se kombinuje s tvary pomocného slovesa být.
Obě příčestí se v češtině plně tvarem, morfologicky shodují s krátkými (jmennými) tvary přídavných jmen, s nimiž také historicky souvisejí. Ty jsou pak základem jejich plných tvarů, např. ušlý, zbit, zbitý.
S adjektivy mají společné číslo a jmenný rod (genus) a včetně životnosti. Díky tomu koncovky obou příčestí (-0, -a, -o, -i, -y) vyjadřují shodu s podmětem.

### Příčestí činné
Příčestí činné (aktivní participium), běžně označované jako příčestí minulé, též „l-ové“. Používá se ve spojení s tvary pomocného slovesa být k tvoření:
- minulého času (původně perfekta; znamenalo výsledek ukončeného minulého děje), např. přišel jsem;
- kondicionálu, podmiňovacího slovesného způsobu, např. přišel bych.

Tvoří se od minulého slovesného kmene rodovými koncovkami -l, -la, -lo v jednotném čísle a -li, -ly, -la v množném čísle. Zakončení se řídí rodem a číslem podmětu.

### Příčestí trpné
Příčestí trpné (pasivní participium), též „n/t-ové“ slouží ve spojení s pomocným slovesem být k tvoření opisného pasiva (trpného rodu), např. bude zabit, je zakazován.
Tvoří se od minulého slovesného kmene rodovými koncovkami -n, -na, -no v jednotném čísle a -ni, -ny, -na v množném čísle, nebo -t, -ta, -to v jednotném čísle a -ti, -ty, -ta v množném čísle. Zakončení se rovněž řídí rodem a číslem podmětu.

### Příčestí přehledně
| Příčestí | Jednotné číslo     | Jednotné číslo       | Jednotné číslo | Jednotné číslo | Množné číslo       | Množné číslo         | Množné číslo | Množné číslo |
| Příčestí | Mužský rod životný | Mužský rod neživotný | Ženský rod     | Střední rod    | Mužský rod životný | Mužský rod neživotný | Ženský rod   | Střední rod  |
| -------- | ------------------ | -------------------- | -------------- | -------------- | ------------------ | -------------------- | ------------ | ------------ |
| činné    | bil dělal          | bil dělal            | bila dělala    | bilo dělalo    | bili dělali        | bily dělaly          | bily dělaly  | bila dělala  |
| trpné    | bit dělán          | bit dělán            | bita dělána    | bito děláno    | biti děláni        | bity dělány          | bity dělány  | bita dělána  |

### Přechodníky a supinum
Můžeme se setkat také s přechodníky – přítomným a minulým – které vyjadřují současné nebo předčasné děje. Mohou se požívat místo vedlejších vět. V současné češtině jsou považovány za zastaralé. Ještě zastaralejším je přechodník budoucí utvářený jako přítomný od dokonavých sloves.
| Přechodník | Jednotné číslo     | Jednotné číslo     | Jednotné číslo     | Množné číslo         |
| Přechodník | Mužský rod životný | Ženský rod         | Střední rod        | Všechny rody         |
| ---------- | ------------------ | ------------------ | ------------------ | -------------------- |
| přítomný   | veda dělaje        | vedouc dělajíc     | vedouc dělajíc     | vedouce dělajíce     |
| minulý     | přived udělav      | přivedši udělavši  | přivedši udělavši  | přivedše udělavše    |
| budoucí    | přiveda udělaje    | přivedouc udělajíc | přivedouc udělajíc | přivedouce udělajíce |

Ve staré češtině se též po slovesech pohybu používalo supinum, které však bylo nahrazeno infinitivem. Utvářelo se nahrazením koncovky -ti v infinitivu koncovkou -t a v mnoha případech navíc zkrácením kmenové samohlásky. V současné češtině infinitivní zakončení -t prakticky vytlačilo původní -ti. Pozůstatkem supina je však knižní vazba jít spat, u kterého vidíme ono zkrácení kmenové samohlásky.